# Letiöarna
Letiöarna (indonesiska: Kepulauan Leti) är en ögrupp i Malukuprovinsen i Indonesien i västra Stilla havet.

## Geografi
Letiöarna är en del i Moluckerna och ligger ca 2 100 km öster om Jakarta i Bandasjön cirka 480 km söder om huvudön Ambon och cirka 30 km utanför nordöstra Östtimor. 
Ögruppen är uppbyggd av korallkalksten och har en yta på 750 kvadratkilometer.
De större öarna är
- Leti
- Moa, öster om Leti
- Lakor, öster om Moa

Ön Leti hade 7 526 invånare år 2010 medan öarna Moa och Lakor hade tillsammans 9 070 invånare.
Förvaltningsmässigt ingår i kabupaten (distrikt) Maluku Barat Daya.

## Historia
Letiöarna beboddes troligen av melaneser redan ca 1500 f Kr. År 1645 övertogs området av Vereenigde Oostindische Compagnie (Nederländska Ostindiska Kompaniet).
Nederländerna behöll kontrollen över ögruppen, förutom en kort tid under andra världskriget då området ockuperades av Japan, fram till Indonesiens självständighet 1949.